# روكسانا هان
روكسانا هان (بالرومانية: Roxana Han Gatzel)‏ مواليد 28 مايو 1980 في كرايوفا، رومانيا، هي لاعبة كرة يد رومانية. حققت المركز الثالث في بطولة أوروبا لكرة اليد للسيدات 2010.

## سجل المنافسة
شاركت في البطولات التالية:
- بطولة العالم لكرة اليد للسيدات 2005
- بطولة العالم لكرة اليد للسيدات 2007
- بطولة أوروبا لكرة اليد للسيدات 2008
- بطولة أوروبا لكرة اليد للسيدات 2010

## الميداليات
| الميدالية | المسابقة                            |
| --------- | ----------------------------------- |
| برونزية   | بطولة أوروبا لكرة اليد للسيدات 2010 |

## روابط خارجية
- روكسانا هان على موقع الاتحاد الأوروبي لكرة اليد (الإنجليزية)